# Peter Vroom
Peter Vroom es un actor australiano, conocido por haber interpretado a Lance Smart en la serie Home and Away.

## Carrera
El  17 de enero de 1988 se unió al elenco principal de la exitosa serie australiana Home and Away donde interpretó a Lance Smart el hijo de Colleen Stewart, hasta marzo de 1990, más tarde regresó a la serie en el 2000 y se fue nuevamente el 1 de diciembre de 2006, después de que su personaje decidiera mudarse a con su esposa Debbie e hija Maggie Smart a Las Vegas.

## Filmografía
Series de televisión
| Año                      | Serie         | Personaje   | Notas         |
| ------------------------ | ------------- | ----------- | ------------- |
| 1988 - 1990, 2000 - 2006 | Home and Away | Lance Smart | 298 episodios |

Películas
| Año  | Título  | Personaje | Notas                                                                          |
| ---- | ------- | --------- | ------------------------------------------------------------------------------ |
| 2007 | Phillip | Director  | corto - junto a Gary Boulter, David John Kelly, David James Lees & Jacqui Lees |